# Curious Expedition
Curious Expedition — мандрівна гра та симулятор експедиції, який переносить нас у кінець 19 століття. Гравців відправляють в надзвичайні експедиції до невідомих країв у компанії з відомими особистостями на пошуки слави, знань та скарбів. Гра створена й видана Maschinen-Mensch та доступна у Steam, GOG, Humble store. На офіційній сторінці можна спробувати безкоштовну демоверсію.

## Про гру
Це дебютна гра команди Maschinen-Mensch з двох висококваліфікованих розробників, що покинули розробку мейнстрімових продуктів у пошуках чогось незвичного, вийшла в ранній доступ Steam у травні 2015. Після додавання/покращення 30 особливостей (задокументованих у відео на каналі YouTube), у вересні 2016 гра досягла версії номер 1.0. А вже у березні 2017 було випущено додатковий вміст «Арктичні простори». На даний момент гра продана більше ніж 170 000 екземплярами й буде видана на консолях у 2019 році під егідою видавництва Thunderful.

## Ігровий процес
Гравцям надають ролі дослідників світу, яким конче необхідно прославитися через дослідження й відкриття нових місцин. Відомі історичні особистості супроводжуватимуть гравця у непростих, процедурно згенерованих подорожах, що робить кожну гру унікальною та неповторною. А іноді й не зовсім двоногі та прямоходячі супутники допомагатимуть гравцям у подорожах. Для комфортної гри знадобиться високий рівень планування та стратегічного мислення, щоби відшукати скарби, використати їх за призначенням та не бути з'їденими тубільцями, під час пограбування їхнього храму.
Масштабні світи та різноманіття вмісту занурять гравців в експедиції на довгий час, але, якщо замало буде наявного, то розробниками внесено можливість модифікації гри, які дозволяють створити ще більше цікавого: від простих предметів до подорожей у космос з новими персонажами.
Сама гра виконана у техніці піксель-арту, що дозволить деяким гравцям поностальгувати за минулим, а новачкам відеоігор відчути себе у мейнстрімі. Але це не заважає графічній складовій гри, оскільки, якісне зображення усіх предметів та процедурна генерація мап змушують зануритися в ігровий процес повністю.

## Локалізація
Гру офіційно локалізовано у травні 2019 рокугромадською організацією "Локалізаційна спілка «Шлякбитраф» (або SBT Localization Team) (а саме: Ростислав Суліма, Юрій Бісик, Максим Дуванов, Олександра Куцан, Марія Поліщук, Анна Чайка, Поліна Бузанова, Софія Шуль, Марина Піщалковська, Андрій Пекар, Анастасія Рутило, Оксана Ривко, Олег OnaHe, Андрій Яцечко, Юрій Павлюк, Богдана Вознюк, Оксана Буканова, Олексій Іванов, Анастасія Жищинська) за допомогою платформи Crowdin. Локалізація за готовності (періодом перекладу з грудня 2017 року по квітень 2019 року) була додана до гри й перейшла у фазу активного тестування й корекції у зв'язку з тим, що конструкція гри обсягом у 78 тисяч слів мала величезну кількість змінних значень, перевірити які можна лише під час гри. Цікавою особливістю української локалізації є відсутність потреби в озвученні гри.

## Оцінки й відгуки
- «Найкраща мандрівна гра 2016» Rock, Paper, Shotgun[5]
- «Бентежний портрет колоніального розуму» Killscreen[6]
- «Одна з кращих не мейнстрімних ігор року» Gamestar[7]
- «Вибір редакції вересень 2016» ITC.UA[8]

| Агрегатор    | Оцінка |
| ------------ | ------ |
| GameRankings | 84%    |
| Metacritic   | 74/100 |

| Видання | Оцінка |
| ------- | ------ |
| ITC     | 4,5    |